# Det Poetiske Bureaus Forlag
Det Poetiske Bureaus Forlag (stiftet 2005) er et dansk non-profit forlag der primært udgiver moderne dansk lyrik, men som også har specialiseret sig i klassisk verdenslitteratur i nye oversættelser. Forlaget udgiver 20-25 nye titler årligt, fra sin base på Nørrebro. Blandt de væsentligste danske forfattere der udkommer på forlaget kan nævnes Arne Herløv Petersen, Ole Lillelund, Søren Sørensen og Dino Copelj.

## Ekstern henvisning
- www.detpoetiskebureau.dk Arkiveret 22. oktober 2020 hos  Wayback Machine